# Franziska Cavelti Häller
Franziska Monika Cavelti Häller (* 1. März 1964; heimatberechtigt in Schenkon und Sagogn) ist eine Schweizer Politikerin (glp) und Unternehmerin.

## Leben

### Beruf
Beruflich arbeitet Cavelti Häller als Geschäftsleiterin, Verwaltungsratsmitglied und Leiterin Marketing und Verkauf bei der Cavelti AG in Gossau.

### Politik
Seit 2004 ist Cavelti Häller Co-Präsidentin des WWF St. Gallen. Seit 2013 sitzt sie im Schulrat ihrer Wohngemeinde Jonschwil. 2020 wurde sie als Quereinsteigerin für die Grünliberalen in den St. Galler Kantonsrat gewählt.

## Privates
Cavelti wohnt in Jonschwil.